# ثمود

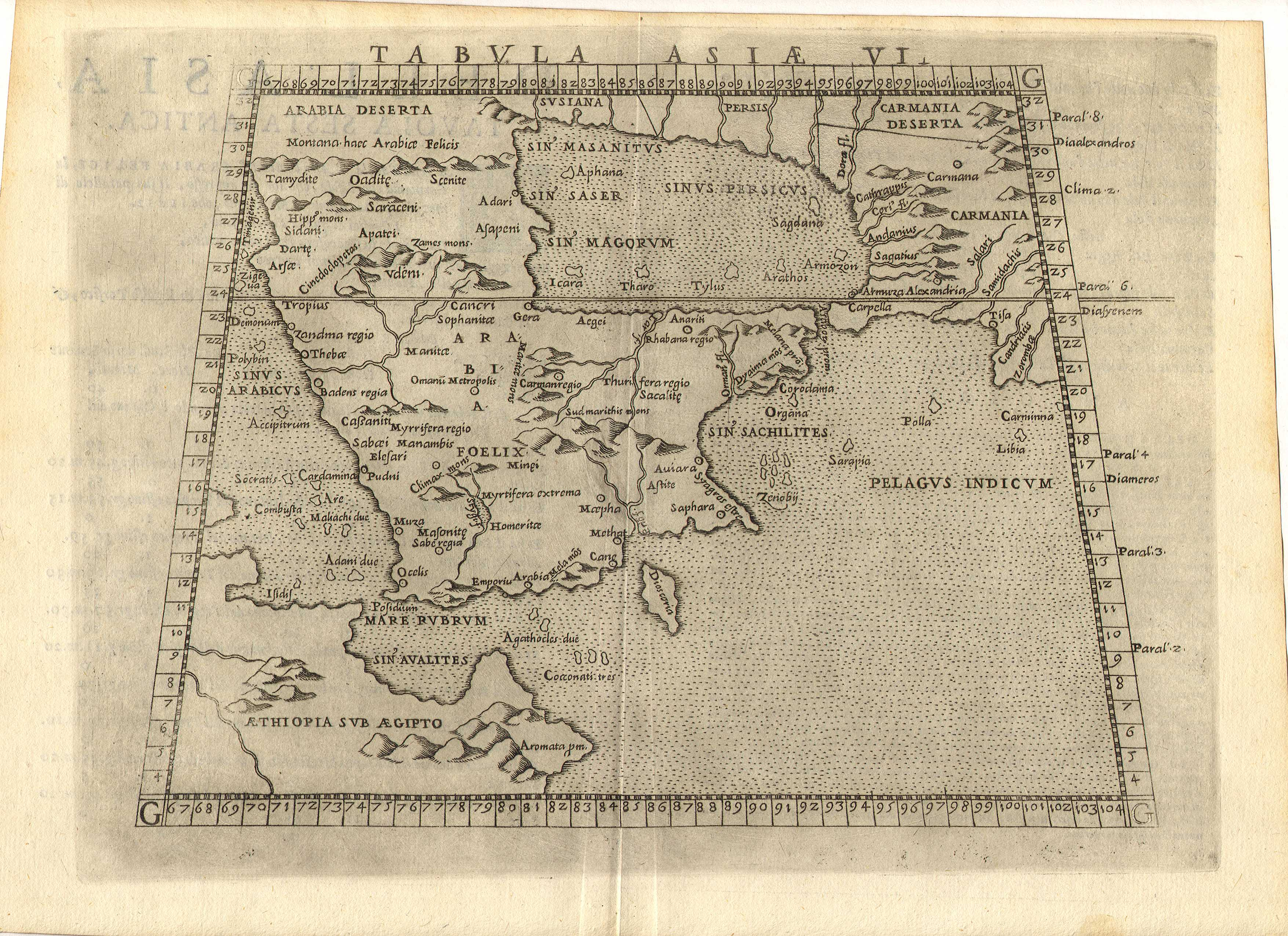
أرابيا فيليس نوفا تافولا

قوم ثمود هم قوم ورد ذكرهم في القرآن، وكانوا ينحتون الجبال لتكون بيوتًا لهم، ويتخذون من سهولها قصورًا لهم، وقد ورد اسم ثمود في نصوص الآشوريين في إحدى معارك سرجون الثاني؛ انتهت بانتصار آشور وإخضاع الثموديين.
وقوم ثمود من العرب البائدة، وهم قوم أرسل الله إليهم صالحًا عليه السلام نبيًّا ورسولًا منهم، يدعوهم لعبادة الله وحده وترك عبادة الأوثان، فاستجابوا لدعوة نبي الله صالح، ثم ارتد أكثرهم عن دينهم وعقروا الناقة التي أرسلها الله لهم آية، وتحدَّوا صالحًا أن يأتيهم بالعذاب، ودبر تسعة منهم مكيدة لقتل صالح وأهله، فأهلك الله الذين ظلموا من قوم ثمود ونجَّي صالحًا والمؤمنين.

## نسبتهم
سمّيت قوم ثمود نسبةً إلى جدهم ثمود بن غاثر بن إرم بن سام بن نوح. وقيل ثمود بن عاد بن إرم، وقيل ابن عاد بن عوص بن إرم. وقيل ثمود بن عابر بن ارم بن سام وقيل ثمود بن جابر بن ارم بن سام وقيل ثمود بن جابر بن سام بن نوح  وهم من العرب.

## التاريخ
كانت ثمود قبيلة أو مجموعة قبائل من سكان شبه الجزيرة العربية القدماء، وقد عدهم النسابون المسلمون القدامى من العرب القدماء،
وتقع مساكنهم في منطقة الحجاز غرب المملكة العربية السعودية،
وتسمى مدائن صالح.
أقدم الكتابات المكتشفة عن ثمود تعود لنقش لسرجون الآشوري، يرجع تاريخه إلى القرن الثامن قبل الميلاد؛ حيث دارت بينهم وبين الآشورين معارك. كما ورد اسم ثمود في معبد إغريقي بشمال غرب الحجاز؛ بني عام 169 م، وكذلك في مؤلفات أرسطو وبطليموس وبلينيوس، وفي كتب بيزنطية تعود للقرن الخامس، وأيضا في نقوش أثرية حول مدينة تيماء، وفي قصائد الشعراء كالأعشى وأمية بن أبي الصلت اللذَين استَشهدا بعاد وثمود كمثالين على البأس والقوة والمنعة.

### القرآن الكريم
- ﴿وَأَمَّا ثَمُودُ فَهَدَيْنَاهُمْ فَاسْتَحَبُّوا الْعَمَى عَلَى الْهُدَى فَأَخَذَتْهُمْ صَاعِقَةُ الْعَذَابِ الْهُونِ بِمَا كَانُوا يَكْسِبُونَ ۝١٧ وَنَجَّيْنَا الَّذِينَ آمَنُوا وَكَانُوا يَتَّقُونَ ۝١٨﴾ سورة فصلت
- ﴿وَإِلَى ثَمُودَ أَخَاهُمْ صَالِحًا قَالَ يَا قَوْمِ اعْبُدُوا اللَّهَ مَا لَكُمْ مِنْ إِلَهٍ غَيْرُهُ هُوَ أَنْشَأَكُمْ مِنَ الْأَرْضِ وَاسْتَعْمَرَكُمْ فِيهَا فَاسْتَغْفِرُوهُ ثُمَّ تُوبُوا إِلَيْهِ إِنَّ رَبِّي قَرِيبٌ مُجِيبٌ ۝٦١ قَالُوا يَا صَالِحُ قَدْ كُنْتَ فِينَا مَرْجُوًّا قَبْلَ هَذَا أَتَنْهَانَا أَنْ نَعْبُدَ مَا يَعْبُدُ آبَاؤُنَا وَإِنَّنَا لَفِي شَكٍّ مِمَّا تَدْعُونَا إِلَيْهِ مُرِيبٍ ۝٦٢ قَالَ يَا قَوْمِ أَرَأَيْتُمْ إِنْ كُنْتُ عَلَى بَيِّنَةٍ مِنْ رَبِّي وَآتَانِي مِنْهُ رَحْمَةً فَمَنْ يَنْصُرُنِي مِنَ اللَّهِ إِنْ عَصَيْتُهُ فَمَا تَزِيدُونَنِي غَيْرَ تَخْسِيرٍ ۝٦٣ وَيَا قَوْمِ هَذِهِ نَاقَةُ اللَّهِ لَكُمْ آيَةً فَذَرُوهَا تَأْكُلْ فِي أَرْضِ اللَّهِ وَلَا تَمَسُّوهَا بِسُوءٍ فَيَأْخُذَكُمْ عَذَابٌ قَرِيبٌ ۝٦٤ فَعَقَرُوهَا فَقَالَ تَمَتَّعُوا فِي دَارِكُمْ ثَلَاثَةَ أَيَّامٍ ذَلِكَ وَعْدٌ غَيْرُ مَكْذُوبٍ ۝٦٥ فَلَمَّا جَاءَ أَمْرُنَا نَجَّيْنَا صَالِحًا وَالَّذِينَ آمَنُوا مَعَهُ بِرَحْمَةٍ مِنَّا وَمِنْ خِزْيِ يَوْمِئِذٍ إِنَّ رَبَّكَ هُوَ الْقَوِيُّ الْعَزِيزُ ۝٦٦ وَأَخَذَ الَّذِينَ ظَلَمُوا الصَّيْحَةُ فَأَصْبَحُوا فِي دِيَارِهِمْ جَاثِمِينَ ۝٦٧ كَأَنْ لَمْ يَغْنَوْا فِيهَا أَلَا إِنَّ ثَمُودَ كَفَرُوا رَبَّهُمْ أَلَا بُعْدًا لِثَمُودَ ۝٦٨﴾ سورة هود
- ﴿وَإِلَى ثَمُودَ أَخَاهُمْ صَالِحًا قَالَ يَا قَوْمِ اعْبُدُوا اللَّهَ مَا لَكُمْ مِنْ إِلَهٍ غَيْرُهُ قَدْ جَاءَتْكُمْ بَيِّنَةٌ مِنْ رَبِّكُمْ هَذِهِ نَاقَةُ اللَّهِ لَكُمْ آيَةً فَذَرُوهَا تَأْكُلْ فِي أَرْضِ اللَّهِ وَلَا تَمَسُّوهَا بِسُوءٍ فَيَأْخُذَكُمْ عَذَابٌ أَلِيمٌ ۝٧٣ وَاذْكُرُوا إِذْ جَعَلَكُمْ خُلَفَاءَ مِنْ بَعْدِ عَادٍ وَبَوَّأَكُمْ فِي الْأَرْضِ تَتَّخِذُونَ مِنْ سُهُولِهَا قُصُورًا وَتَنْحِتُونَ الْجِبَالَ بُيُوتًا فَاذْكُرُوا آلَاءَ اللَّهِ وَلَا تَعْثَوْا فِي الْأَرْضِ مُفْسِدِينَ ۝٧٤ قَالَ الْمَلَأُ الَّذِينَ اسْتَكْبَرُوا مِنْ قَوْمِهِ لِلَّذِينَ اسْتُضْعِفُوا لِمَنْ آمَنَ مِنْهُمْ أَتَعْلَمُونَ أَنَّ صَالِحًا مُرْسَلٌ مِنْ رَبِّهِ قَالُوا إِنَّا بِمَا أُرْسِلَ بِهِ مُؤْمِنُونَ ۝٧٥ قَالَ الَّذِينَ اسْتَكْبَرُوا إِنَّا بِالَّذِي آمَنْتُمْ بِهِ كَافِرُونَ ۝٧٦ فَعَقَرُوا النَّاقَةَ وَعَتَوْا عَنْ أَمْرِ رَبِّهِمْ وَقَالُوا يَا صَالِحُ ائْتِنَا بِمَا تَعِدُنَا إِنْ كُنْتَ مِنَ الْمُرْسَلِينَ ۝٧٧ فَأَخَذَتْهُمُ الرَّجْفَةُ فَأَصْبَحُوا فِي دَارِهِمْ جَاثِمِينَ ۝٧٨ فَتَوَلَّى عَنْهُمْ وَقَالَ يَا قَوْمِ لَقَدْ أَبْلَغْتُكُمْ رِسَالَةَ رَبِّي وَنَصَحْتُ لَكُمْ وَلَكِنْ لَا تُحِبُّونَ النَّاصِحِينَ ۝٧٩﴾ سورة الأعراف
- ﴿كَذَّبَتْ ثَمُودُ الْمُرْسَلِينَ ۝١٤١ إِذْ قَالَ لَهُمْ أَخُوهُمْ صَالِحٌ أَلَا تَتَّقُونَ ۝١٤٢ إِنِّي لَكُمْ رَسُولٌ أَمِينٌ ۝١٤٣ فَاتَّقُوا اللَّهَ وَأَطِيعُونِ ۝١٤٤ وَمَا أَسْأَلُكُمْ عَلَيْهِ مِنْ أَجْرٍ إِنْ أَجْرِيَ إِلَّا عَلَى رَبِّ الْعَالَمِينَ ۝١٤٥ أَتُتْرَكُونَ فِي مَا هَاهُنَا آمِنِينَ ۝١٤٦ فِي جَنَّاتٍ وَعُيُونٍ ۝١٤٧﴾ ﴿وَزُرُوعٍ وَنَخْلٍ طَلْعُهَا هَضِيمٌ ۝١٤٨ وَتَنْحِتُونَ مِنَ الْجِبَالِ بُيُوتًا فَارِهِينَ ۝١٤٩ فَاتَّقُوا اللَّهَ وَأَطِيعُونِ ۝١٥٠ وَلَا تُطِيعُوا أَمْرَ الْمُسْرِفِينَ ۝١٥١ الَّذِينَ يُفْسِدُونَ فِي الْأَرْضِ وَلَا يُصْلِحُونَ ۝١٥٢ قَالُوا إِنَّمَا أَنْتَ مِنَ الْمُسَحَّرِينَ ۝١٥٣ مَا أَنْتَ إِلَّا بَشَرٌ مِثْلُنَا فَأْتِ بِآيَةٍ إِنْ كُنْتَ مِنَ الصَّادِقِينَ ۝١٥٤﴾ ﴿قَالَ هَذِهِ نَاقَةٌ لَهَا شِرْبٌ وَلَكُمْ شِرْبُ يَوْمٍ مَعْلُومٍ ۝١٥٥ وَلَا تَمَسُّوهَا بِسُوءٍ فَيَأْخُذَكُمْ عَذَابُ يَوْمٍ عَظِيمٍ ۝١٥٦ فَعَقَرُوهَا فَأَصْبَحُوا نَادِمِينَ ۝١٥٧ فَأَخَذَهُمُ الْعَذَابُ إِنَّ فِي ذَلِكَ لَآيَةً وَمَا كَانَ أَكْثَرُهُمْ مُؤْمِنِينَ ۝١٥٨﴾ سورة الشعراء
- ﴿وَلَقَدْ أَرْسَلْنَا إِلَى ثَمُودَ أَخَاهُمْ صَالِحًا أَنِ اعْبُدُوا اللَّهَ فَإِذَا هُمْ فَرِيقَانِ يَخْتَصِمُونَ ۝٤٥ قَالَ يَا قَوْمِ لِمَ تَسْتَعْجِلُونَ بِالسَّيِّئَةِ قَبْلَ الْحَسَنَةِ لَوْلَا تَسْتَغْفِرُونَ اللَّهَ لَعَلَّكُمْ تُرْحَمُونَ ۝٤٦ قَالُوا اطَّيَّرْنَا بِكَ وَبِمَنْ مَعَكَ قَالَ طَائِرُكُمْ عِنْدَ اللَّهِ بَلْ أَنْتُمْ قَوْمٌ تُفْتَنُونَ ۝٤٧ وَكَانَ فِي الْمَدِينَةِ تِسْعَةُ رَهْطٍ يُفْسِدُونَ فِي الْأَرْضِ وَلَا يُصْلِحُونَ ۝٤٨ قَالُوا تَقَاسَمُوا بِاللَّهِ لَنُبَيِّتَنَّهُ وَأَهْلَهُ ثُمَّ لَنَقُولَنَّ لِوَلِيِّهِ مَا شَهِدْنَا مَهْلِكَ أَهْلِهِ وَإِنَّا لَصَادِقُونَ ۝٤٩ وَمَكَرُوا مَكْرًا وَمَكَرْنَا مَكْرًا وَهُمْ لَا يَشْعُرُونَ ۝٥٠ فَانْظُرْ كَيْفَ كَانَ عَاقِبَةُ مَكْرِهِمْ أَنَّا دَمَّرْنَاهُمْ وَقَوْمَهُمْ أَجْمَعِينَ ۝٥١ فَتِلْكَ بُيُوتُهُمْ خَاوِيَةً بِمَا ظَلَمُوا إِنَّ فِي ذَلِكَ لَآيَةً لِقَوْمٍ يَعْلَمُونَ ۝٥٢ وَأَنْجَيْنَا الَّذِينَ آمَنُوا وَكَانُوا يَتَّقُونَ ۝٥٣﴾ سورة النمل
- ﴿أَلَمْ تَرَ كَيْفَ فَعَلَ رَبُّكَ بِعَادٍ ۝٦ إِرَمَ ذَاتِ الْعِمَادِ ۝٧ الَّتِي لَمْ يُخْلَقْ مِثْلُهَا فِي الْبِلَادِ ۝٨ وَثَمُودَ الَّذِينَ جَابُوا الصَّخْرَ بِالْوَادِ ۝٩﴾ سورة الفجر
- ﴿كَذَّبَتْ ثَمُودُ بِالنُّذُرِ ۝٢٣ فَقَالُوا أَبَشَرًا مِنَّا وَاحِدًا نَتَّبِعُهُ إِنَّا إِذًا لَفِي ضَلَالٍ وَسُعُرٍ ۝٢٤ أَؤُلْقِيَ الذِّكْرُ عَلَيْهِ مِنْ بَيْنِنَا بَلْ هُوَ كَذَّابٌ أَشِرٌ ۝٢٥ سَيَعْلَمُونَ غَدًا مَنِ الْكَذَّابُ الْأَشِرُ ۝٢٦ إِنَّا مُرْسِلُو النَّاقَةِ فِتْنَةً لَهُمْ فَارْتَقِبْهُمْ وَاصْطَبِرْ ۝٢٧ وَنَبِّئْهُمْ أَنَّ الْمَاءَ قِسْمَةٌ بَيْنَهُمْ كُلُّ شِرْبٍ مُحْتَضَرٌ ۝٢٨ فَنَادَوْا صَاحِبَهُمْ فَتَعَاطَى فَعَقَرَ ۝٢٩ فَكَيْفَ كَانَ عَذَابِي وَنُذُرِ ۝٣٠ إِنَّا أَرْسَلْنَا عَلَيْهِمْ صَيْحَةً وَاحِدَةً فَكَانُوا كَهَشِيمِ الْمُحْتَظِرِ ۝٣١﴾ سورة القمر